# Beta-2 agonisti selettivi
I β2-agonisti selettivi (spesso indicati semplicemente come β2-agonisti) sono una classe di farmaci impiegati nel trattamento dell'asma e di altre malattie polmonari caratterizzate da broncospasmo. Farmacologicamente agiscono come agonisti dei recettori β2-adrenergici della muscolatura liscia dei bronchi, determinandone il rilassamento con conseguente broncodilatazione.

## Classificazione
I β2-agonisti possono essere classificati in base alla durata d'azione:

### Breve durata
- Fenoterolo
- Salbutamolo
- Terbutalina solfato
- Orciprenalina

### Lunga durata
- Bambuterolo
- Clenbuterolo
- Formoterolo
- Salmeterolo
- Vilanterolo
- Indacaterolo
- Olodaterolo  (nuova generazione - selettivo)

## Farmacodinamica
Il recettore β2 adrenergico è accoppiato a proteina Gs che attiva l'Adenilato ciclasi. Questo enzima catalizza la formazione del secondo messaggero cAMP, che fa aprire i canali del calcio e fa attivare la Protein chinasi A nelle cellule muscolari lisce dei bronchi. Tali modificazioni conducono all'inattivazione della Chinasi delle catene leggere della miosina e all'attivazione della Fosfatasi delle catene leggere della miosina.
In aggiunta, la stimolazione β2 porta all'apertura di un canale del potassio regolato dal calcio che tende a iperpolarizzare la cellula muscolare liscia per via dell'uscita di K+.
La combinazione di questi meccanismi porta al rilassamento del muscolo liscio delle vie aeree e quindi broncodilatazione.

## Indicazioni
Asma, BPCO.

## Controindicazioni
Da evitare durante quadri clinici di ARDS. Controindicati in caso di ipertiroidismo e aritmie, sono da usare con attenzione in caso di gravidanza (specie in alte dosi).

## Effetti indesiderati
Tremore, crampi muscolari, cefalea, tachicardia.

## Metodologia di utilizzo
- Inalazione (la metodologia base, usata soprattutto in caso di asma lieve - moderato)
- Via orale
- Via endovenosa (in caso di asma grave)